# Apostegania
Apostegania là một chi bướm đêm thuộc họ Geometridae.